# Böenfront

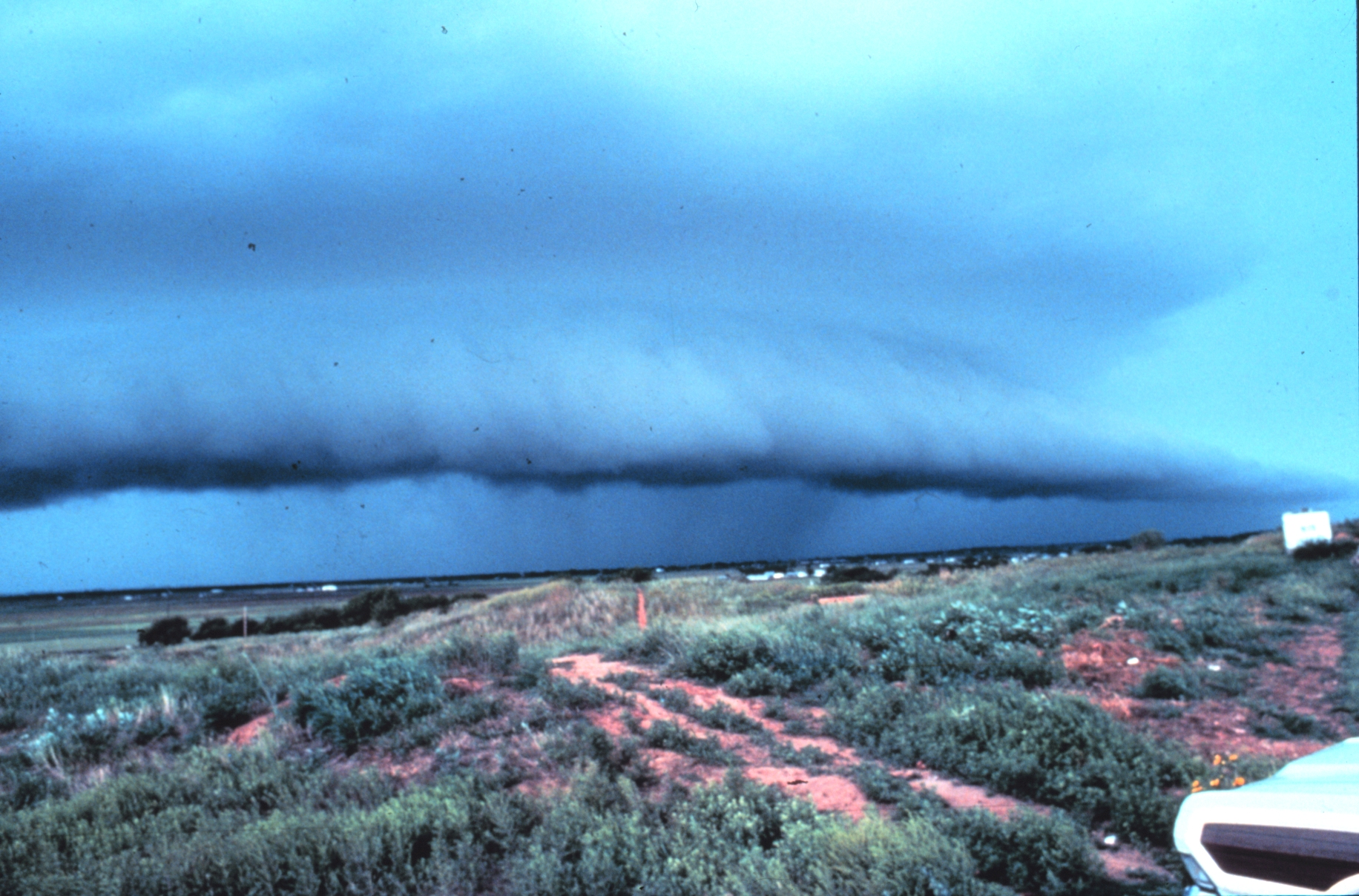
Böenfront mit Böenwalze

In der Meteorologie bezeichnet eine Böenfront in der Regel den Bereich des keilartigen Vordringens einer Kaltfront in den vorgelagerten Warmsektor innerhalb eines Tiefdruckgebiets. Bei diesem sehr raschen Prozess kommt es zu starken Turbulenzen und dem Auftreten der namensgebenden Windböen, bis hin zu Downbursts. Ähnliche Effekte zeigen sich auch bei größeren Gewitterzellen, insofern in den äußeren Bereichen starke Abwinde einsetzen und zu einer Ansammlung von Kaltluft im bodennahen Bereich führen. Ausgehend von der Gewitterzelle breitet sich diese dann aus, oft verbunden mit typischen Böenwalzen wie im Bild rechts unten. Böenfront nennt sich hier der vordere Randbereich der Kaltluft, auch bezeichnet als Ausströmungsgrenze (englisch outflow boundary). Unter Umständen können sich auch kleinere Wirbelwinde entwickeln, die man dann als Gustnados bezeichnet. Hinter der Böenfront folgt meist intensiver Frontregen, bei großer Entfernung zu den Gewitterzellen und insbesondere wenn sich die Böenfront nicht in Zugrichtung des Gewitters ausbreitet, können diese jedoch auch ausbleiben.

## Weblinks

Schematische Darstellung einer Böenfront im Profil